# 欧贝让维尔
欧贝让维尔（法語：Aubergenville，法語發音：[obɛʁʒɑ̃vil]），法国中北部城市，法兰西岛大区伊夫林省的一个市镇，隶属于芒特拉若利区，其市镇面积为8.8平方公里，2022年1月1日时人口数量为12,540人，在法国城市中排名第816位。
欧贝让维尔位于伊夫林省北部，塞纳河左岸，巴黎－勒阿弗尔铁路及A13高速公路由此通过，因其境内的雷诺汽车配件厂及伊丽莎白维尔居民区而闻名。

## 地名来源
“欧贝让”一名最初以“Adalberga”的形式被记载，其可能来源于某个历史人物。“维尔”来源于拉丁语“villa”，本意为“屋舍”，现代法语含义为“城市”。

## 历史
欧贝让维尔最初可查证的历史始于中世纪中期，彼时，当地的土地被三个领主分配，各自修建有家族庄园。法国大革命后，欧贝让维尔成为塞纳-瓦兹省的一个市镇。工业革命期间，巴黎－勒阿弗尔铁路由此通过。1928年，来自比利时的房地产商在铁路线北侧修建了伊丽莎白维尔作为居民区，当地人口数量有所增加。二战后，随着巴黎的城市扩张，欧贝让维尔逐渐发展成为巴黎的一个西部远郊卫星城，自1968年起被划入新成立的伊夫林省。

## 地理

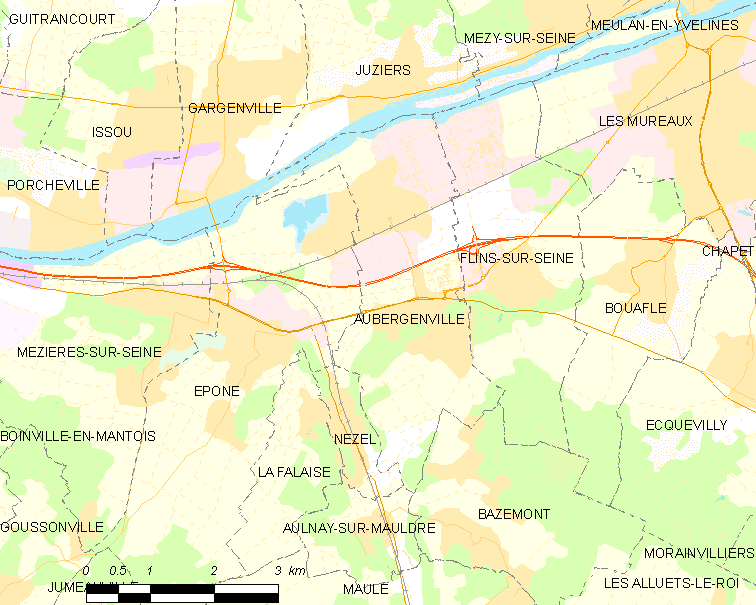
欧贝让维尔市镇范围地图

欧贝让维尔位于法国中北部，法兰西岛大区西部和伊夫林省北部，距离省会凡尔赛大约33公里。与欧贝让维尔接壤的市镇包括：莫尔德河畔欧奈、巴兹蒙、埃波讷、塞纳河畔弗兰、加让维尔、瑞济耶、内泽勒。

### 地形
欧贝让维尔位于巴黎盆地西部，境内以丘陵为主，市镇中心位于一处山丘下方，市区北部的伊丽莎白维尔则位于一片平坦的河滩附近，全境海拔在17到142米之间。

### 水文
欧贝让维尔位于塞纳河干流左岸，其河岸有一处天然湖泊，经人工改造成为“世界尽头”公园。

### 植被
欧贝让维尔属于温带阔叶混交林区，市区西部、南部及塞纳河畔有大片林地分布。
在鲜花城市的评比中，欧贝让维尔被评为3星级鲜花城市。

### 气候
欧贝让维尔在柯本气候分类法中属于温带海洋性气候。

## 行政区划
欧贝让维尔是法国法兰西岛大区伊夫林省的一个市镇，编号为78029。欧贝让维尔隶属于芒特拉若利区和伊夫林省第九选区，管理欧贝让维尔县，同时也是大巴黎塞纳和瓦兹城市公共社区的办公驻地。
法国国家统计与经济研究所（简称）在进行数据统计时，将包括欧贝让维尔在内的周边共1,794个市镇划为巴黎城市区。自2020年起，巴黎城市区被包含1,949个市镇的巴黎城市辐射区代替。此外，还将欧贝让维尔市镇分为了6个“块区”（IRIS），以便于统计人口分布情况。

## 交通

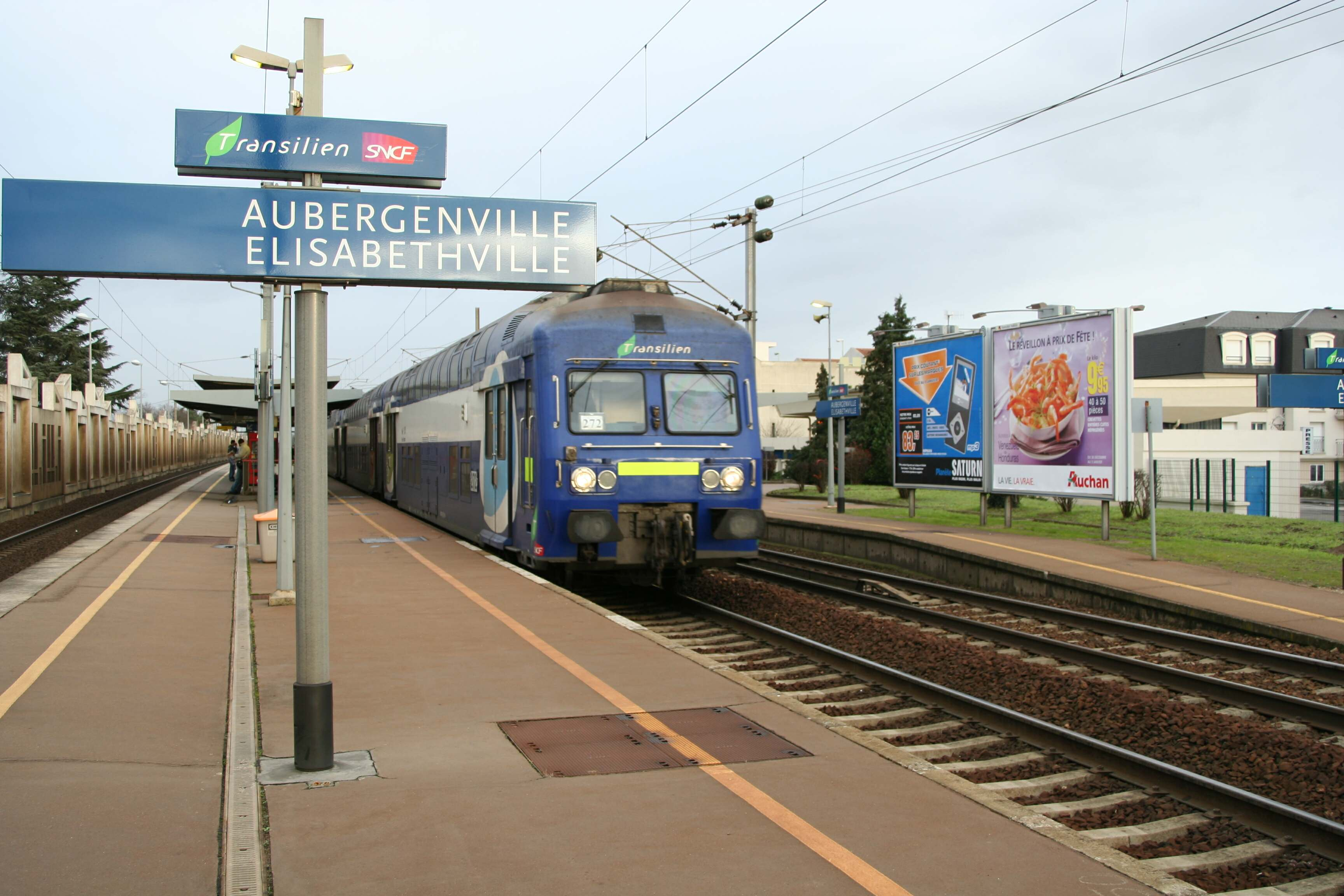
欧贝让维尔伊丽莎白维尔火车站

### 公路
A13高速公路和多条伊夫林省省道经过欧贝让维尔境内。
2017年，81.8%的欧贝让维尔家庭拥有至少一辆私人汽车。2019年，欧贝让维尔境内共发生各类交通事故5起，造成8人受伤。

### 铁路
欧贝让维尔位于巴黎－勒阿弗尔铁路上。欧贝让维尔伊丽莎白维尔站位于市区北部，停靠法兰西岛大区铁路J线的列车。

### 对外交通
距离欧贝让维尔最近的长途汽车站、长途铁路车站和民用航空站分别为芒特拉若利汽车站、芒特拉若利站和巴黎戴高乐机场，距离欧贝让维尔市中心的公路里程分别为约15公里、15公里和66公里。

### 城市公共交通
截止2021年6月，共有1条区域快速铁路和13条公交线路途经欧贝让维尔市镇范围内。
| 途经欧贝让维尔境内的主要公共交通线路 |            | |
| 类型                                 | 运营商     | 线路 |
| 快铁                                 |            | ：巴黎圣拉扎尔站 ↔ 普瓦西站 ↔ 欧贝让维尔伊丽莎白维尔站 ↔ 芒特拉若利站 ↔ 韦尔农-吉维尼站 |
| 公共汽车                             | Com'Bus    | 40：欧贝让维尔伊丽莎白维尔站（老城环线，经D113） |
| 公共汽车                             | Écquevilly | 10：梵高高级中学 ↔ 埃波讷-梅济耶尔站 18：欧贝让维尔伊丽莎白维尔站 ↔ D113 ↔ 博丹树林商业中心 ↔ 莱米罗站 21：欧贝让维尔伊丽莎白维尔站 ↔ D113 ↔ 博丹树林商业中心 ↔ 莱米罗站 ↔ 埃克维伊公园 34：塞纳河畔韦尔讷伊-绿道 ↔ D113 ↔ 莫勒站 ↔ 内泽尔-欧奈站 41：莱米罗站 ↔ 博丹树林商业中心 ↔ 莫勒站 ↔ 巴伊市政厅 42：欧贝让维尔伊丽莎白维尔站（伊丽莎白维尔街区环线） 43：欧贝让维尔伊丽莎白维尔站（老城环线，经D113） 511：D113 ↔ 内泽尔-欧奈站 512：D113 ↔ 内泽尔-欧奈站 |
| 公共汽车                             | Tourneux   | 80：快铁塞尔吉省府站 ↔ D113 ↔ 博丹树林商业中心 ↔ 芒特拉若利火车站 |
| 公共汽车                             | Houdan     | 501：芒特城汽车站 ↔ D113 ↔ 博丹树林商业中心 ↔ 伊夫林地区圣康坦站 |
| 1.                                   |            | |

## 政治
欧贝让维尔的现任市长为吉勒·莱科勒先生（Gilles Lécole），他是共和党的一名成员，在2020年的市政选举中获得了51.82%的支持率。
在2017年的法国总统大选中，法国第25任总统埃马纽埃尔·马克龙在欧贝让维尔获得了65.09%的支持率。

## 人口
2018年，欧贝让维尔市镇人口数量为11,974，在法国排名第816位。其中男性5,593人，女性6,224人，75岁及以上人口占5.3%，外籍人口数量为2,647人，人口密度为1,356人/平方公里，当地居民被称为（男性）或（女性）。2019年，欧贝让维尔境内出生182人，死亡人口70人。
| 年份   | 1936  | 1946  | 1954  | 1962  | 1968  | 1975   | 1982   | 1990   | 1999   | 2006   | 2011   | 2016   | 2018   |
| ------ | ----- | ----- | ----- | ----- | ----- | ------ | ------ | ------ | ------ | ------ | ------ | ------ | ------ |
| 人口數 | 1,089 | 1,102 | 1,942 | 2,729 | 7,513 | 10,242 | 10,010 | 11,776 | 11,667 | 12,126 | 11,867 | 11,625 | 11,974 |

## 经济

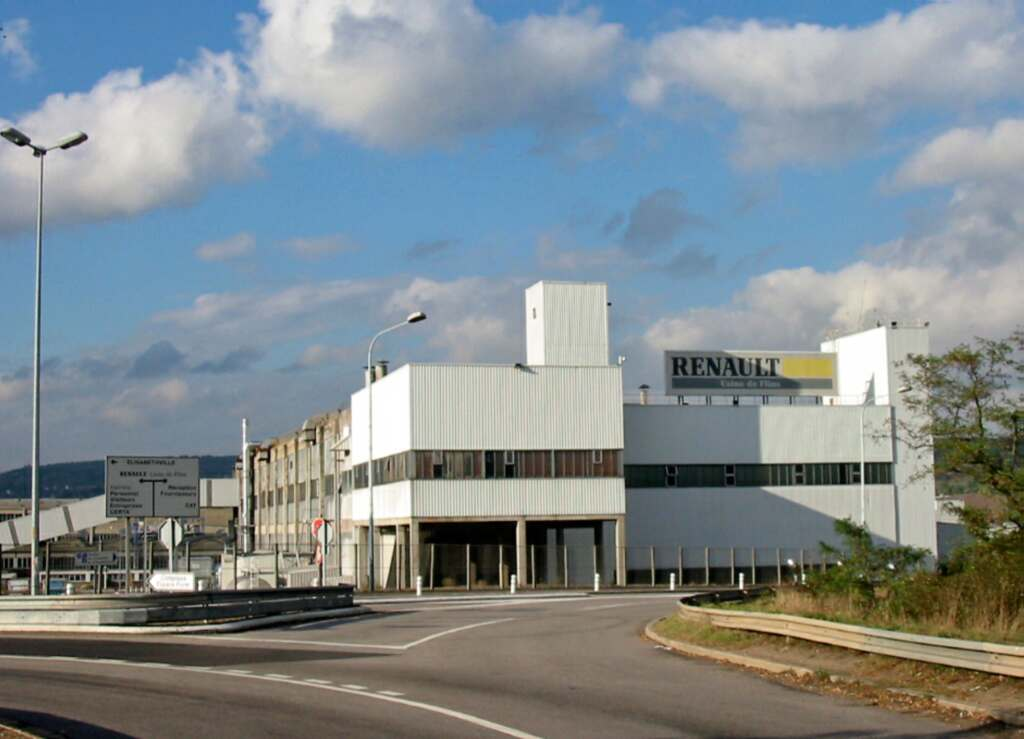
位于欧贝让维尔的雷诺工厂

截至2021年6月，欧贝让维尔共有各类用人单位1,105家，平均历史为13年，其中98.35%为中小型企业（PME）。（汽车配件生产）、（工程设备销售）及（通讯设备销售）是当地2019年营业额最高的三个企业，分别为176,733,417欧元、99,828,387欧元和18,669,561欧元。

## 财政收入
2019年，欧贝让维尔的财政收入总额为19,740,800欧元，财政支出总额为17,557,400欧元，当年的债务总额为9,766,360欧元。2020年，欧贝让维尔共获得546,044欧元的国家财政补助，比上一年减少了0.13%。
2017年，欧贝让维尔的人均月收入总额为2,299欧元，其中高级职员为3,729欧元，低于法国平均水平（4,214欧元）；中级职员为2,413欧元，高于法国平均水平（2,353欧元）；普通职员为1,766欧元，亦高于法国平均水平（1,690欧元）。
2017年，欧贝让维尔境内的青壮年（15至64岁）失业率为13.5%，当地55.1%的家庭拥有纳税资格，平均纳税2,710欧元，低于法国平均水平（3,888欧元）。

## 社会事务

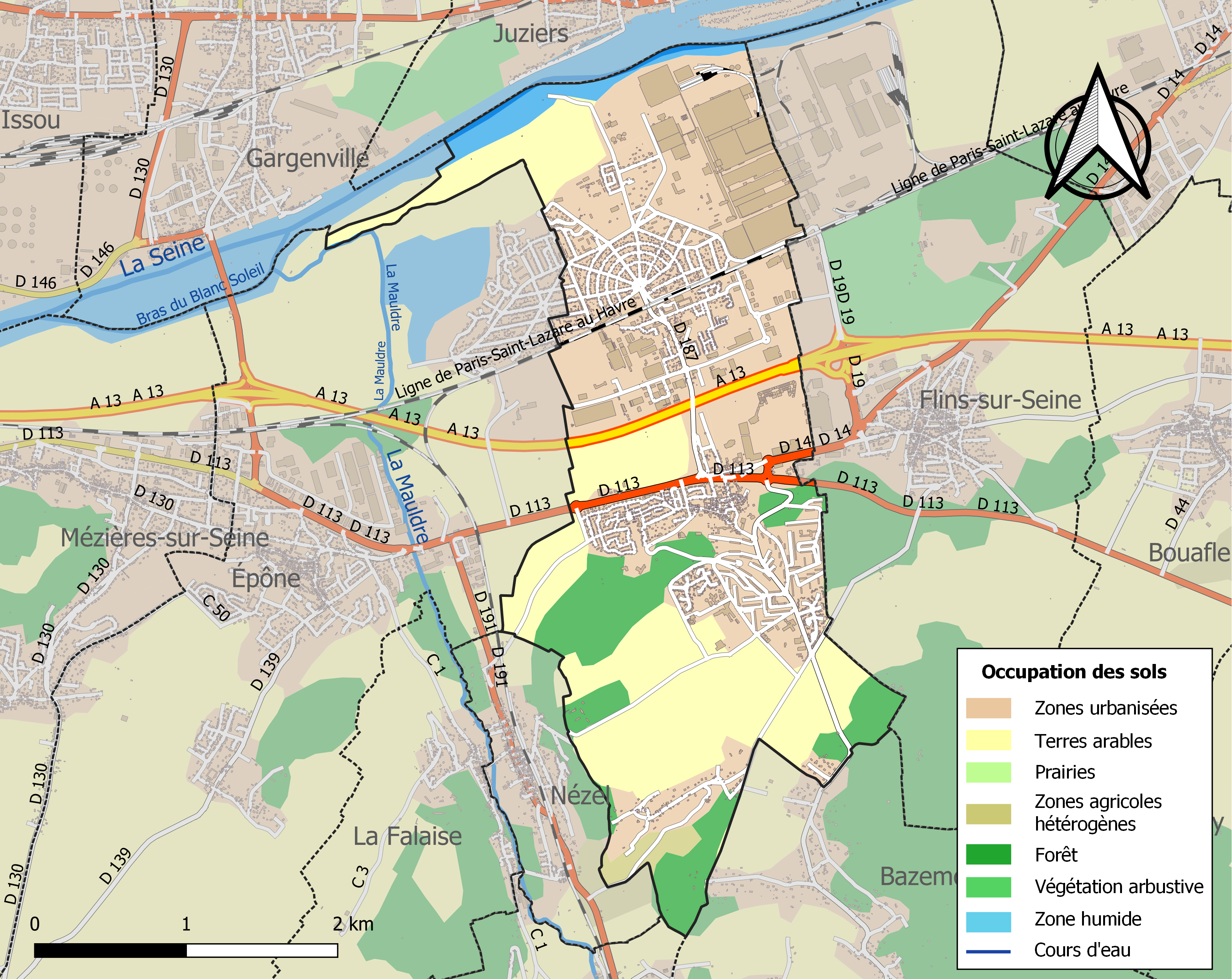
欧贝让维尔土地利用情况地图

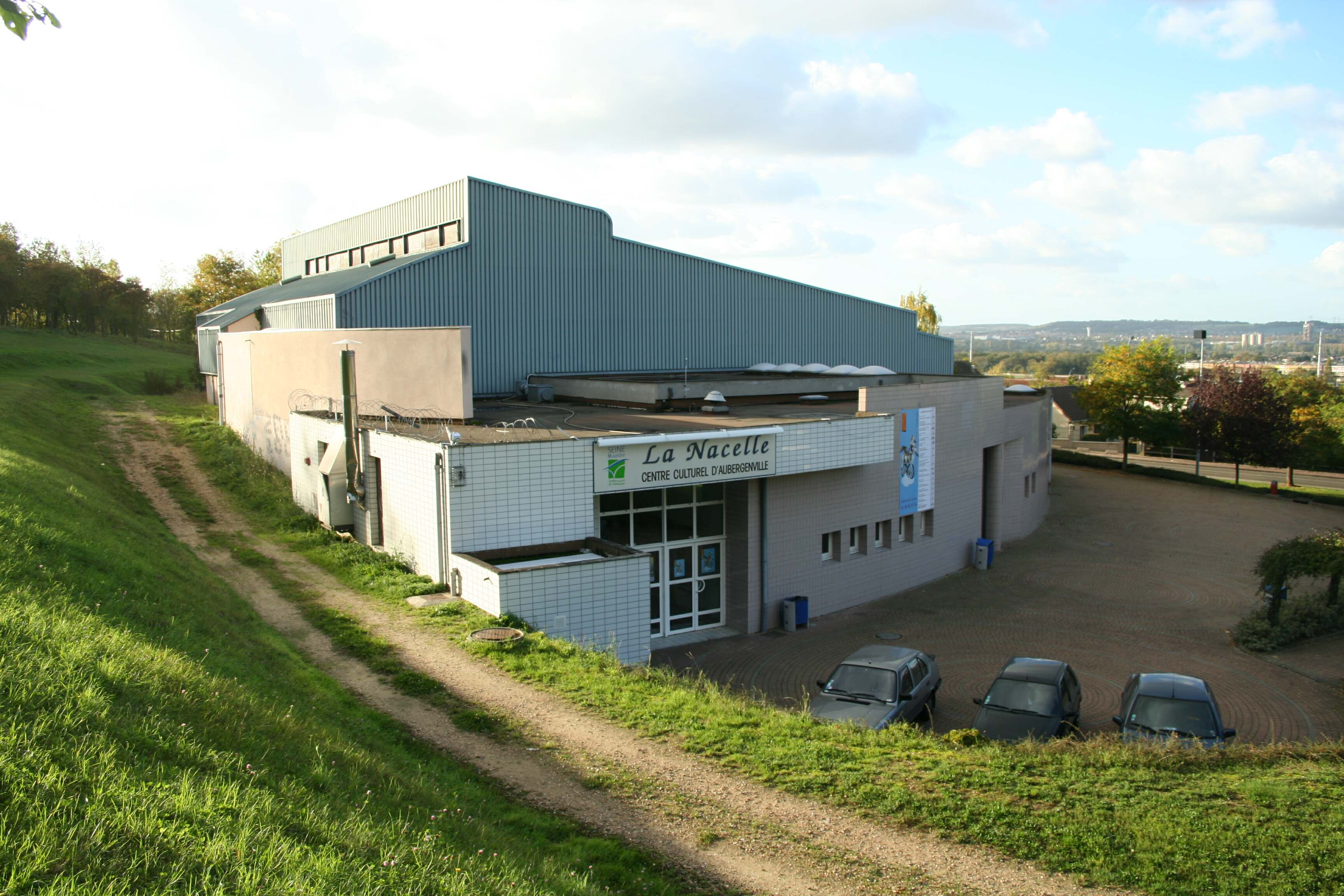
欧贝让维尔文化中心

### 教育
欧贝让维尔属于凡尔赛学区。截止2019年1月1日，欧贝让维尔境内共有4所幼儿园、4所小学、1所初级中学和1所普通高中。2018至2019学年度，欧贝让维尔境内共有在校中等教育阶段学生1,669名。

### 医疗
截止2019年1月1日，欧贝让维尔境内共有全科医生11名、保健师4名、牙医5名、护士7名、耳科医生2名、眼科医生2名、助产士1名和妇科医生1名。境内共有药房4家、养老院1家、残疾人帮扶中心1家。
“蒙加尔代私立中心医院”（Centre Hospitalier Privé du Montgardé）位于欧贝让维尔市区，设有床位82个，是当地规模最大的综合性医院。

### 住房
2017年，欧贝让维尔境内共有各类住房5,011套，其中38.6%为独立式居民区，61.3%为集中式居民区。常住房屋占欧贝让维尔市镇范围内居民建筑总量的94.9%。
在住房保障政策方面，2017年，欧贝让维尔境内共有911户家庭获得了住房经济补助，受益人数占总人口数量的7.7%，其中842份为房租补助。

### 商业
2019年，欧贝让维尔境内共有各类实体商铺274家，其中餐厅30家、大型超市0家、杂货店5家、面包房7家、肉铺3家、书店2家、装饰品店0家、银行门店6家、美容美发店14家、汽车维修店10家。市区东部建有“博丹树林”大型开放式商业街区。

### 体育
2019年，欧贝让维尔境内共有2家游泳池、3间体育馆、1座综合体育场、10处网球场、3处足球或橄榄球场以及2处篮球或排球场。
截至2021年6月，欧贝让维尔境内共有2支注册足球俱乐部，其中欧贝让维尔足球俱乐部（Aubergenville F.C.）是当地的代表性足球队，2021至2022赛季参加伊夫林省足球联赛。

### 环境
欧贝让维尔的环境事务由其所属的公共社区负责。2019年，欧贝让维尔境内暂无污染企业。

### 治安
2014年，欧贝让维尔及附近地区共发生各类案件4,137起，其中盗窃类案件2,167起，经济类案件445起，毒品交易类案件449起。

## 文化

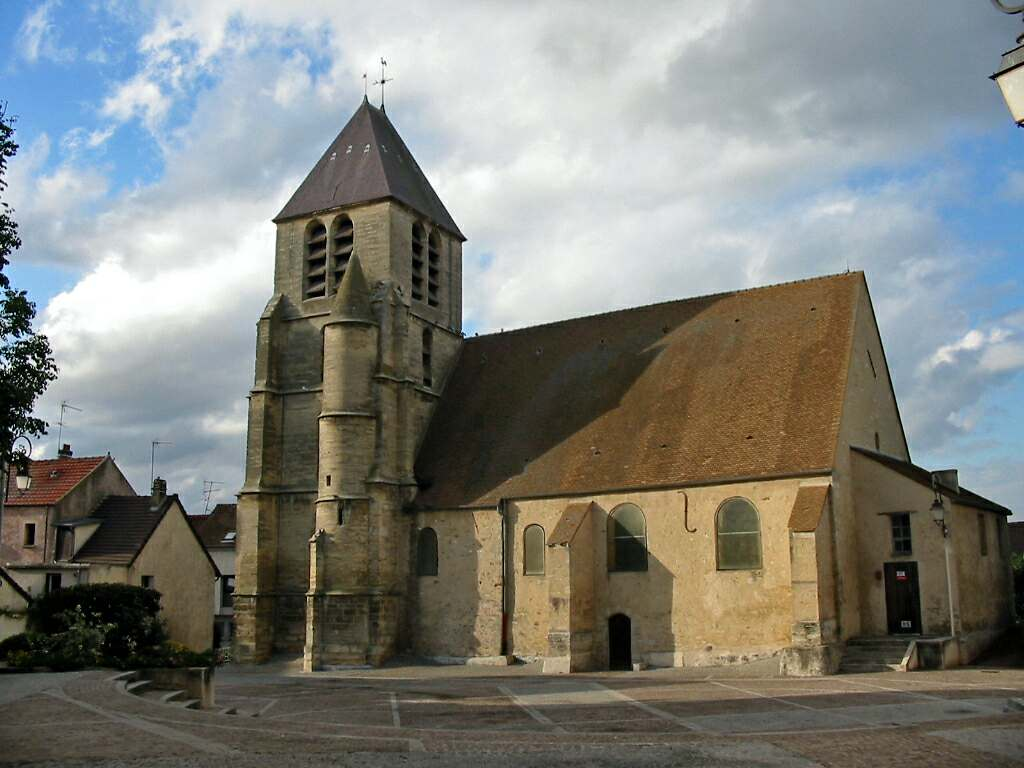
圣旺教堂

2019年，欧贝让维尔境内共有1家剧场、1家电影院和1家音乐厅。欧贝让维尔市政府提供多媒体中心，向公众全年开放。

### 建筑
欧贝让维尔境内的大部分建筑建于20世纪以后，圣旺教堂（Église Saint-Ouen d'Aubergenville）是当地的代表性历史建筑物。

### 旅游
欧贝让维尔的旅游事务由其所属的公共社区负责。2020年，欧贝让维尔境内暂无任何游客接待设施。

### 媒体
法国主要的媒体均可在欧贝让维尔接收，法国电视三台下属的法兰西岛大区频道在部分时段播出欧贝让维尔所属区域的地方新闻。

## 友好城市
截至2021年6月，欧贝让维尔共与四座城市互为友好城市关系：
- 德国 迪堡
- 葡萄牙 阿尔科巴萨
- 波蘭 贝乌哈图夫
- 英格兰 Horndean